# 布斯朗日
布斯朗日（法語：Bousselange，法語發音：[buslɑ̃ʒ]）是法国科多尔省的一个市镇，属于博讷区。

## 地理
布斯朗日（46°59'21"N, 5°15'36"E）面积7.2 平方千米，位于法国勃艮第-弗朗什-孔泰大區科多尔省，该省份为法国中东部省份，北起奥布省，西接涅夫勒省和约讷省，南至索恩-卢瓦尔省，东南接汝拉省，东临上索恩省，东北部与上马恩省接壤。
与布斯朗日接壤的市镇（或旧市镇、城区）包括：圣卢、蒂谢、格罗布瓦莱蒂谢、朗特、蒙塔尼莱瑟尔、阿努瓦尔、普尔朗。

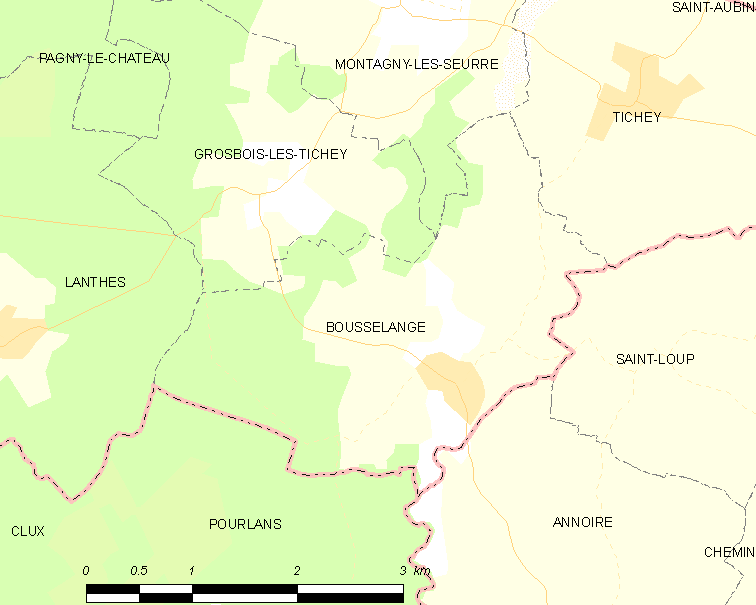
布斯朗日的OSM定位图

布斯朗日的时区为UTC+01:00、UTC+02:00（夏令时）。

## 行政
布斯朗日的邮政编码为21250，INSEE市镇编码为21095。

## 政治
布斯朗日所属的省级选区为布拉泽昂普莱讷县。

## 人口

1962-2008年间布斯朗日人口变化图示

布斯朗日于2022年1月1日时的人口数量为52人。